# پاراپ، قلمرو شمالی
پاراپ (به انگلیسی: Parap) یک حومه شهر در استرالیا است که در قلمرو شمالی (استرالیا) واقع شده‌است.